# RITE 기법

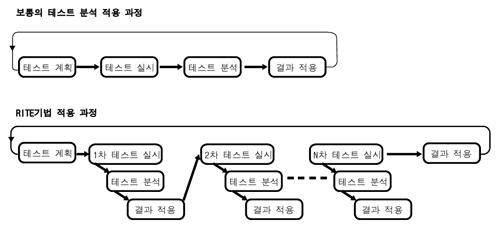
보통의 테스트 방법과 RITE기법 비교 표

RITE 기법은 Rapid Iterative Testing and Evaluation의 앞글자를 딴 것으로 빠르게 연속적으로 테스트와 평가를 수행하여 개발하는 기법을 말한다. 주로 사용성 평가(User Test)를 위한 기법으로 쓰인다. 이 기법은 마이크로소프트사의 마이클 메들락에 의해 처음으로 효과적인 사용자 평가 기법으로 정립되어 쓰이기 시작했다.
각 테스트 참여자가 분석이 바로 되거나 하루의 테스트 일정이 소화된 후 바로 분석이 시작되며 어떤 문제점이 발견되거나 해결방법에 제시되면 바로 적용하고 이를 다시 다음 테스트 일정에서 테스트를 실시하고 다시 평가하는 과정을 나머지 테스트 기간 동안 반복한다.
컴퓨터 게임업계에서 특히 많이 애용되는 개발 방법이었으며 현재는 많은 소프트웨어 개발 프로젝트 과정에서 사용되고 있다.

## 기대 효과
- 보다 많은 문제점들이 발견된다.
- 보다 많은 문제점들이 수정될 수 있다.
- 수정된 문제점들이 제대로 수정되었는지 알 수 있다.
- 협동하여 일을 하기 용이: 사용성 평가 팀과 디자인 팀간의 긴밀한 협조가 필요하다.

## 같이 보기
- 사용성

## 참고 자료
- 제품을 향상시키기 위한 RITE기법, 마이클 메들락 외